# Montesquieu-Lauragais
Montesquieu-Lauragais (em occitano:  Montesquiu de Lauragués) é uma comuna francesa na região administrativa da Occitânia, no departamento do Alto Garona. Estende-se por uma área de 24.75 km², com 993 habitantes, segundo o censo de 2018, com uma densidade de 40 hab/km².